# Processa bermudensis
Processa bermudensis är en kräftdjursart som först beskrevs av Rosa Rankin 1900.  Processa bermudensis ingår i släktet Processa och familjen Processidae. Inga underarter finns listade i Catalogue of Life.